# I grandi registi: Dario Argento
I grandi registi: Dario Argento è un documentario del 1990 realizzato da Valerio Caprara e Ilaria de Laurentiis sul regista Dario Argento.

## Distribuzione
Il documentario è stato distribuito in VHS dalla Eagle Home Video nella collana Protagonisti del cinema italiano.